# Szaja Rosenblatt
Szaja Rosenblatt (ur. 10 grudnia 1841 w Łodzi, zm. 30 grudnia 1921 tamże) – łódzki przedsiębiorca, założyciel fabryki.

## Życiorys

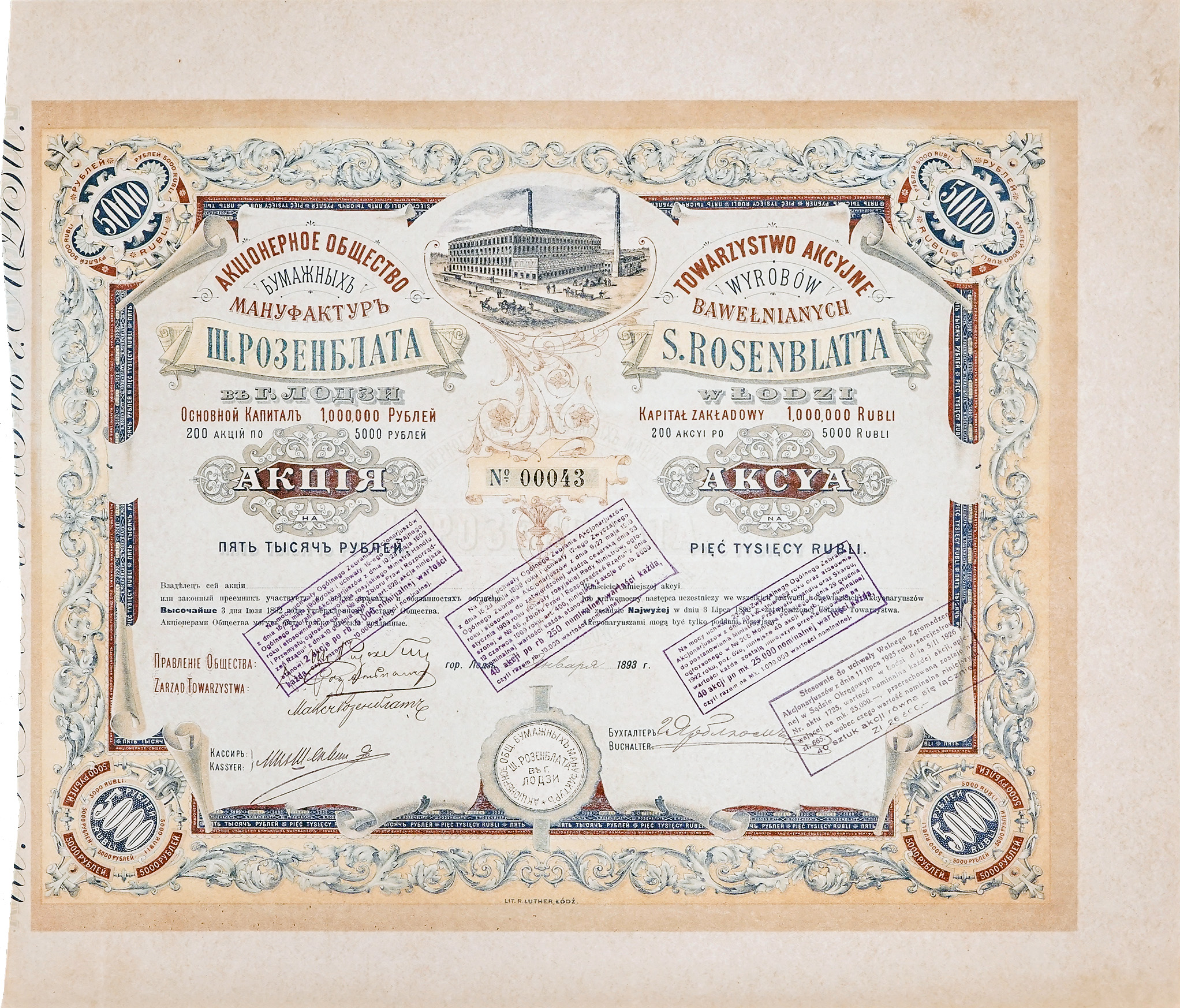
Akcja założycielska Towarzystwa Akcyjnego Wyrobów Bawełnianych S. ROSENBLATTA na 5000 rubli, wydana w Łodzi w styczniu 1893 r., podpisana w oryginale przez Szaję Rosenblatta jako prezesa

Był synem łódzkiego kupca Dawida Rosenblatta (1817–1857) i Tauby z Sonenbergów. W 1858 założył niewielką manufakturę tkacką w Łodzi przy ul. Piotrkowskiej 65. W 1873 uruchomił przędzalnię mechaniczną, a w 1885 tkalnię mechaniczną. Przedsiębiorstwo szybko się rozrastało, produkując tanie tkaniny bawełniane. Po przejęciu w 1888 zakładów Braci Trilling i Izydora Datinera, przedsiębiorstwo to zostało przekształcone w Spółkę Akcyjną Wyrobów Bawełnianych Szai Rosenblatta i w 1892 dysponowało dużym terenem przemysłowym o powierzchni 7,6 hektara pomiędzy ulicami Długą, Karola, Pańską i Radwańską (obecnie Stefanowskiego, Żwirki, Żeromskiego i Radwańska). Na przełomie XIX i XX wieku spółka ta posiadała tkalnię, przędzalnię, bielnik, farbiarnię z apreturownią oraz magazyny. Po śmierci założyciela, spółka zaczęła podupadać i w latach 30. ogłoszono jej upadłość. W czasie okupacji 1939–1945 Niemcy wywieźli maszyny i używali pomieszczeń jako magazynów.
Tkaniny produkowane przez tę spółkę były tanie i niskiej jakości, co stało się źródłem gwarowego określenia charakterystycznego dla Łodzi: „siajowe” tzn. niskiej jakości, kiepskie.
Po 1945 tereny i budynki przekazano nowo powstającej Politechnice Łódzkiej, gdzie powstał pierwszy kampus tej uczelni, na terenie którego zachowano kilka dawnych budynków fabrycznych.

## Rodzina
Szaja Rosenblatt był żonaty z Rozalią (Rywką) z Laseckich (1842–1909) i miał trzech synów: Dawida (1861–1921), Arona Józefa (ur. 1864) i Salomona Majera (ur. 1866). Został pochowany na łódzkim cmentarzu żydowskim.